# Brachysipalia embuensis
Brachysipalia embuensis – gatunek chrząszcza z rodziny kusakowatych i podrodziny rydzenic.
Gatunek ten opisał po raz pierwszy w 1995 roku Roberto Pace na łamach „Revue suisse de Zoologie”. Jako lokalizację typową wskazano Irangi Forest w kenijskim hrabstwie Embu.
Chrząszcz o błyszczącym, wydłużonym w zarysie ciele długości 2,2 mm. Głowa jest ruda, pozbawiona siateczkowania. Czułki mają człony pierwszy, drugi i jedenasty rudobrązowe, a człony pozostałe brązowe. Rude przedplecze jest wyraźnie siateczkowane. Rude pokrywy mają ziarenkowanie zacierające się silnie ku szwowi. Kolor odnóży jest żółty. Odwłok jest rudy z brązowym wolnym urotergitem czwartego segmentu. Na powierzchni odwłoka brak jest siateczkowania. Genitalia samicy przypominają te u B. franzi, różniąc się jednak wąskim zakrzywieniem wierzchołkowym części dystalnej spermateki. Genitalia samca różnią się od tych u B. franzi mniejszym rozmiarem i haczykowato zakrzywionym elementem kopulacyjnym woreczka wewnętrznego.
Owad afrotropikalny, znany wyłącznie z Kenii. Spotkany na rzędnych 2100 m n.p.m.